# Parzanica
Parzanica är en ort och kommun i provinsen Bergamo i regionen Lombardiet i Italien. Kommunen hade 352 invånare (2018).